# غندابة (مقاطعة دورة)
غندابة (بالفارسية: گندابه) هي مستوطنة تقع في قسم دورة الريفي (مقاطعة دورة) في إيران. يقدر عدد سكانها بـ 581 نسمة .